# Rhabdosargus
Rhabdosargus – rodzaj morskich ryb z rodziny prażmowatych.

## Zasięg występowania
Ryby z rodzaju Rhabdosargus są szeroko rozpowszechnione w wodach Oceanu Indyjskiego i wschodniego Oceanu Atlantyckiego. Niektóre spotykane również w Morzu Czerwonym i w Oceanie Spokojnym.

## Klasyfikacja
Gatunki zaliczane do tego rodzaju:
- Rhabdosargus globiceps – sargus tęponosy[potrzebny przypis]
- Rhabdosargus haffara
- Rhabdosargus holubi
- Rhabdosargus sarba – sargus sarba[potrzebny przypis]
- Rhabdosargus thorpei

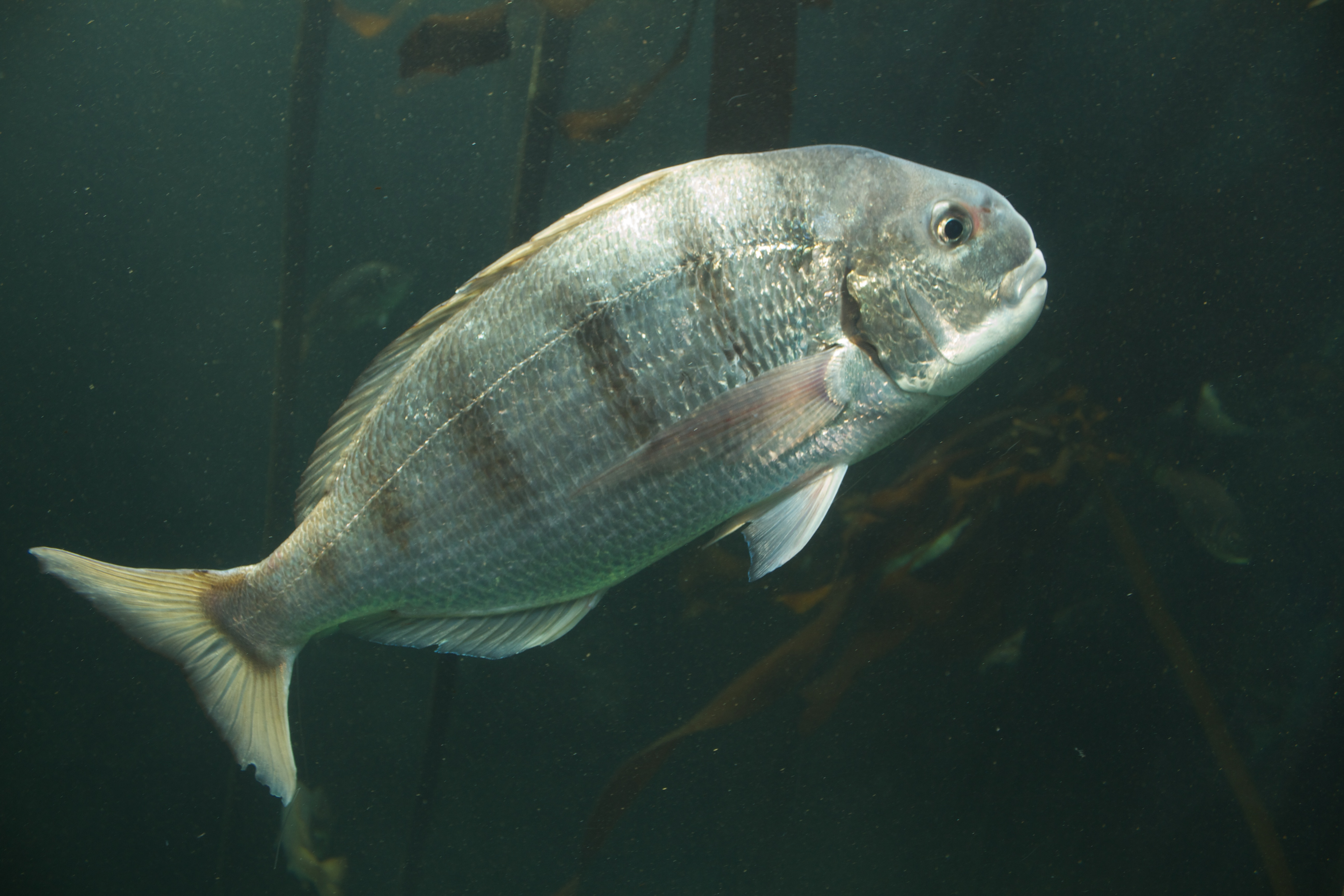
Rhabdosargus globiceps